# 八斗子
八斗子，是臺灣基隆市中正區的一個地名，位於該區東部，範圍包括八斗里、長潭里、碧砂里、砂子里、新豐里、新富里等6里。
八斗子東北部七斗山所在地原本為一座島嶼，日治時代為興建北部火力發電所在此填土造陸，將該島嶼與台灣本島銜接起來而成為一座半島。半島西側的八斗子灣海深砂淺，是一天然良港，現今已開闢為八斗子漁港與碧砂漁港。
八斗子有國立海洋科技博物館、望幽谷（忘憂谷）、潮境公園等景點。

## 地名
有關八斗子地名由來，目前較廣為接受的說法，是基隆原為臺灣原住民平埔族巴賽族的住地，閩南人譯為八斗子。而巴賽族的語言巴賽語的是女巫、或溫泉之意，但可延伸為「煙霧濛濛」的意思。而八斗子在東北季風或冬天時當地會造成朦朦霧霾天，或許以此天氣現象名之。（註：臺北市北投亦源自Pataw）
中央研究院翁佳音教授則認為：「八斗仔」因有詞尾「仔」字，從地名學來推定，應是相對於主要大地名「八斗」而來。而根據古文獻，「八斗」可能是指今指和平島右岸的岬角。

## 歷史
台灣清治末期，八斗子地區為一街庄，稱為「八斗仔庄」，隸屬於基隆堡。該庄東北臨海，東南與深澳庄為鄰，南邊為龍潭堵庄，西南邊為深澳坑庄，西北邊為社藔庄。
1901年（日治明治三十四年）11月，該庄隸屬於基隆廳，編入第一區。1905年（明治三十八年）7月，第一區、第二區合併為「基隆區」。1920年（大正九年），該庄改制並雅化為「八斗子」大字，隸屬於臺北州基隆郡基隆街，大字下有「八斗子」、「沙子園」、「牛稠嶺」小字名。1924年10月，基隆街升格為州轄基隆市。
戰後基隆市改制為省轄市，八斗子地區編入第一區，大字改制為里。1946年，第一區改稱中正區，本地區仍屬之。因人口增加，本地區已細分為多個里。

## 交通
臺鐵深澳線經過八斗子地區中東部，並在境內設有海科館車站及八斗子車站（後者大部份站體及同名公車站牌位於新北市瑞芳區）。該兩站均屬招呼站，僅停靠區間車，可由此前往瑞芳、菁桐，或於瑞芳車站轉接宜蘭線列車。
省道台2線即北部濱海公路，經過本地區北部，往西轉南可至基隆市區、金山、石門、淡水等地，往東可至瑞芳、貢寮、頭城、蘇澳等地。
2017年2月起，大都會客運 2088 由台北【市府站】到八斗子【海生館站】，每日班次多，是台北與八斗子往來最方便的公共運輸。
基隆市公車:103、104、107、108 可抵達八斗子地區。 
基隆客運:1051、788、R66

## 學校
- 八斗高中
- 八斗國小

## 公共設施
- 國立海洋科技博物館

## 外部連結
- 微笑台灣：八斗子 浪花綠叢，望山看海 （页面存档备份，存于）